# Експропријација
Експропријација је правни институт који дозвољава принудни прелаз непокретности из приватне у државну својину због општег интереса а уз накнаду. При том општи интерес није у прописима дефинисан на један општи начин, већ су само дати критеријуми за његово поимање и то кроз набрајање најважнијих и најтипичнијих примера; непокретност се може експроприсати када је то потребно ради изградње привредних, стамбених, комуналних, просветних, културних и других сличних објеката од општег интереса. За експроприсану непокретност се даје правична накнада и то по правилу у новцу, а по споразуму странака и у виду друге непокретности у ком случају се експропријација појављује не само као начин престанка, већ и као начин стицања својине.

## Деекспропријација
Деекспропријација је процес обрнут од експропријације, којим се експропријату враћа имовина која му је експроприсана, иста или друга у замену, а ако то није могуће врши му се исплата прописане новчане накнаде.
Она се врши у случају када није испуњена сврха извршења експропријације.